# Endurteil
Ein Endurteil ist ein Urteil, das eine Gerichtsinstanz ganz oder teilweise abschließt, § 300, § 301 Zivilprozessordnung (ZPO). Ist nicht der gesamte Rechtsstreit, sondern von mehreren in einer Klage geltend gemachten Ansprüchen nur der eine oder ist nur ein Teil eines Anspruchs zur Endentscheidung reif, ergeht ein Teilurteil. Auch ein Vorbehaltsurteil ist in Betreff der Rechtsmittel und der Zwangsvollstreckung als Endurteil anzusehen (§ 302 Abs. 3 ZPO), ebenso ein Zwischenurteil über den Grund (§ 304 Abs. 2 ZPO). Endurteile können als Sach- oder als Prozessurteil ergehen.
Das Gericht ist an die Entscheidung, die in den von ihm erlassenen End- und Zwischenurteilen enthalten ist, gebunden (§ 318 ZPO). Die im ersten Rechtszug erlassenen Endurteile sind mit der Berufung angreifbar (§ 511 Abs. 1 ZPO). Gegen die in der Berufungsinstanz erlassenen Endurteile ist die Revision statthaft (§ 542 Abs. 1 ZPO).
Ein durch rechtskräftiges Endurteil geschlossenes Verfahren kann durch Nichtigkeitsklage und durch Restitutionsklage wieder aufgenommen werden (§ 578 ZPO).
Aus Endurteilen, die rechtskräftig oder für vorläufig vollstreckbar erklärt worden sind, findet die Zwangsvollstreckung statt (§ 704 ZPO). Sie gehören zu den praktisch bedeutsamsten Vollstreckungstiteln.